# SCR Penya Esportiva Santa Eulària
La Societat Cultural Recreativa Penya Esportiva de Santa Eulària  és un club de futbol eivissenc que juga a la Segona Divisió B. Es tracta de l'equip de Santa Eulària des Riu.

## Història
Segons la seva acta fundacional el club va néixer el 21 de març de 1935, tot i que no competí oficialment fins 1949. Sempre jugà a categories regionals, fins que va aconseguir arribar al grup balear de la Tercera Divisió la temporada 1985-86, després de renunciar a la seva plaça la Unió Esportiva Porreres. Amb Toni Arabí l'equip aconsegueix disputar una temporada a la Segona Divisió B, acabant penúltim i descendint a la Tercera Divisió novament. Les temporades 2003-2004 i 2005-2006 aconsegueix guanyar el campionat a Tercera però no l'ascens als play-offs. La temporada 2007-2008 queda tercer a la fase regular de Tercera Divisió i aconsegueix l'ascens per segona vegada a la història a la Segona Divisió B contra el Don Benito. Tot i així, la temporada següent no pot mantenir la categoria de bronze i torna a la tercera balear al 2009. En les següents temporades, tot i quedar sempre en primeres posicions, no aconsegueix l'ascens fins a la temporada 2016-17 que quedà quart i aconseguí l'ascens a Segona B gràcies al descens del primer equip del RCD Mallorca a la Segona B i en conseqüència haver de descendir el Mallorca B a Tercera. Tornà quedar penúltim (19è) i torna a la Tercera Divisió del grup balear.